# Lago delle Buse
Il lago delle Buse è un piccolo lago alpino di origine glaciale, situato nei pressi di Passo Manghen, a 2066 m s.l.m., con una superficie di circa 10000 m².
Dal punto di vista catastale è situato nel comune di Castello-Molina di Fiemme e durante la prima guerra mondiale fu luogo di conflitto perché situato sulla linea austriaca che percorreva tutta la catena del Lagorai.

## Geografia

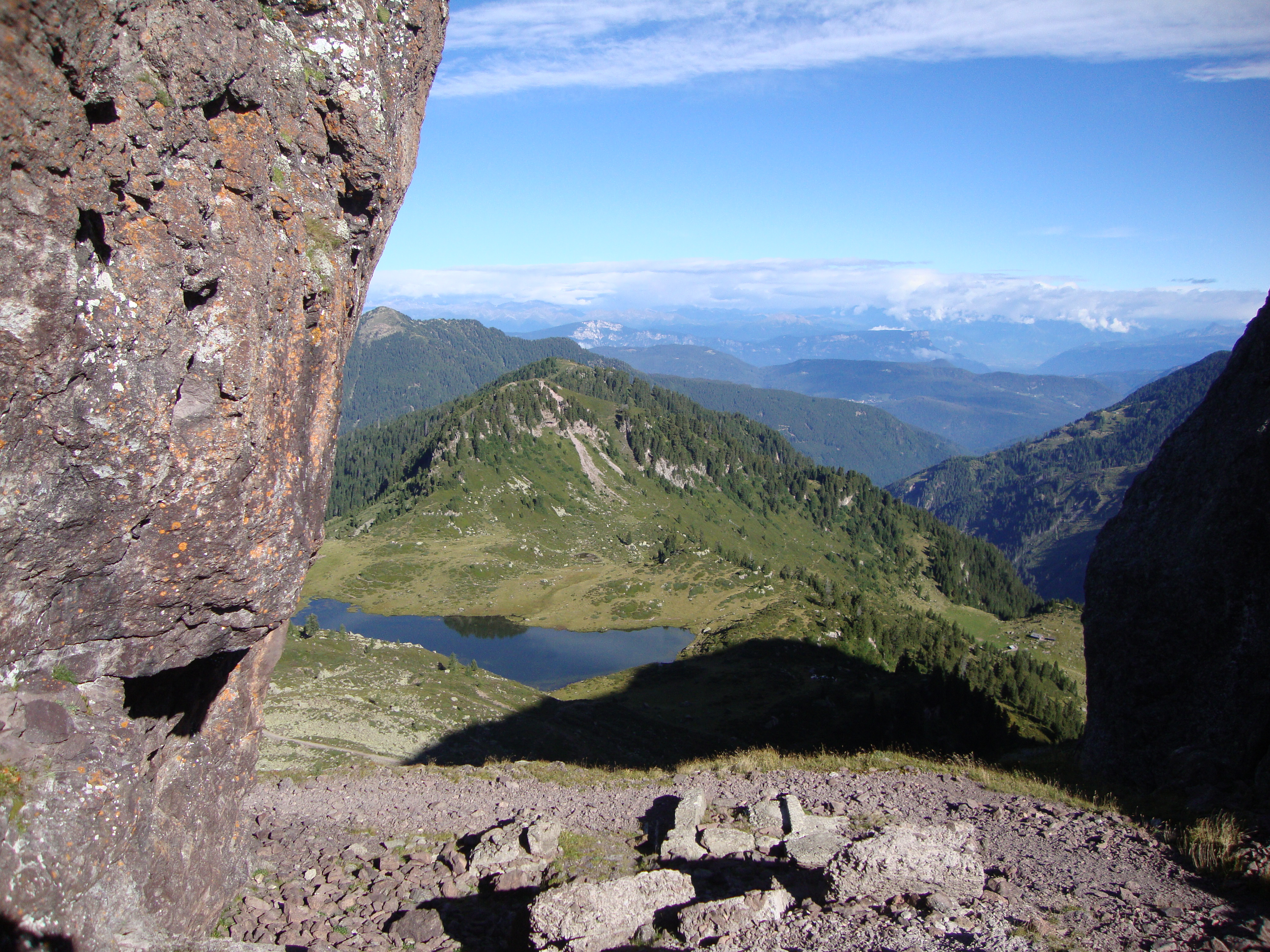
Lago delle Buse da forcella Ziolera

Il lago si trova in cima alla Val Cadino, una laterale della Val di Fiemme, nel cuore della catena del Lagorai. Si è formato in seguito alle numerose glaciazioni che hanno dato origine, in zona, ad altri novanta laghetti. Lo specchio d’acqua si trova sotto le propaggini nord del monte Ziolera, la sua forcella e Cima Buse Todesche; è raggiungibile attraverso il sentiero SAT Nº 322, in circa 45 minuti dal Passo Manghen.

## Vegetazione
La vegetazione circostante è di bassa taglia, tipica del piano alpino, costituita da rododendro, ginepro e mirtillo. Nelle vicinanze sono presenti anche specie erbacee di Carex, diverse in base alla posizione: C. rostrata dove più asciutto, C. fusca e C. echinata più vicino all'acqua. Nello stato arboreo è frequente il pino cembro. 
Il lago è habitat di numerosi animali come la rana temporaria, il tritone alpino e diversi tipi di libellule. 
La fauna è composta inoltre da camoscio, fagiano di monte, marmotta ed ermellino. 
Le rive dello specchio d'acqua ospitano una torbiera, con fioriture di eriofori. Il bacino, che lentamente si sta impaludando, è un esempio di ambiente oligotrofico; infatti in esso vivono diversi organismi in condizioni di estrema scarsità di nutrienti.
La roccia circostante è di tipo porfirico, con una colorazione scura tendente al violetto.

## Storia

### Mesolitico
I reperti più antichi rinvenuti nella zona risalgono al mesolitico.
Si distinguono tre siti: nel primo, che si trova nella selletta a nord-ovest a circa 100 m dal lago, e nel secondo, sulla sponda del lago, sono stati trovati addensamenti carboniosi, schegge e pietre di contenimento, che testimoniano la presenza di focolari.
Il terzo sito invece è situato poco più distante, verso ovest e presenta uno scavo con molti manufatti in selce.

### Grande guerra

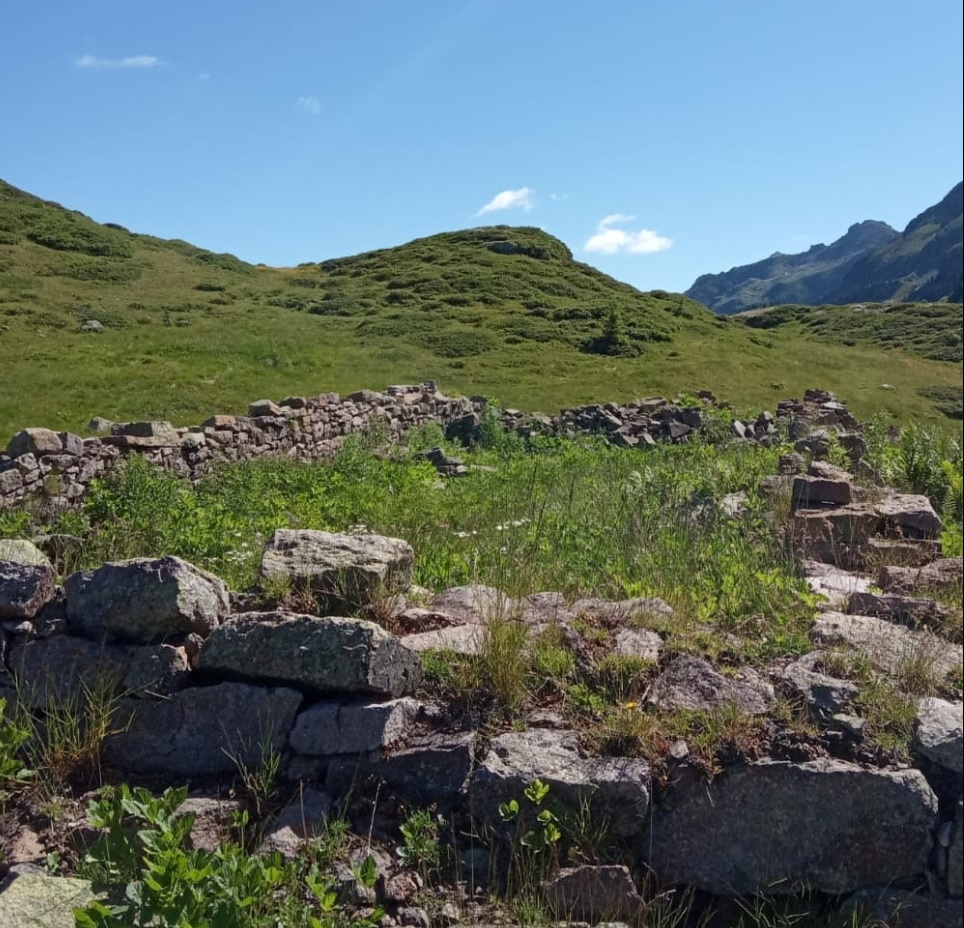
Resti della Casa dei trogheri in vicinanza del lago

Significativi ritrovamenti in zona sono quelli risalenti alla Grande Guerra.
Attorno al lago e nelle sue vicinanze erano situate le postazioni di retrovia e di prima linea per la difesa del settore di Passo Manghen, utilizzate dagli Standschützen, compagnie di fucilieri. Proseguendo sul costone nord-orientale della montagna sono riconoscibili i resti del comando e le cucine del battaglione Standschützen Auer.
Sul sentiero SAT Nº 322 verso est-sud/est si distinguono rovine di trincee, baraccamenti e resti dell’alloggio del cappellano militare austroungarico. Raggiungendo la Forcella Ziolera troviamo una stazione intermedia della teleferica che dal lago riforniva cima Valpiana, mentre, poco più in basso, si possono notare i resti del comando e una serie di quattro piazzole d’artiglieria in cemento e pietrame. In questo punto era appostata una batteria di piccolo calibro con campo di tiro sulle linee italiane verso Val Campelle e, poco distante, campeggiano i resti del comando "Kaiserjäger Streifkompanie nº 3", che possedeva tra il 1915 e il 1916 il presidio di monte Valpiana.
Infine, presso la sponda nord-occidentale del lago, un perimetro di pietre indica la collocazione della "Casa dei Trogheri", ovvero l'alloggio dei prigionieri russi impiegati dagli austriaci per il rifornimento della prima linea, nonostante il divieto della convenzione dell'Aia del 1907 che stabiliva che i prigionieri non dovessero avere nessun rapporto con le operazioni belliche. La denominazione di questa struttura deriva dal verbo tedesco "tragen" che significa trasportare.